# Whau River
Der Whau River ist ein kleiner Fluss in der Stadt Auckland auf der Nordinsel von Neuseeland.

## Geographie
Der Fluss entspringt rund 1,4 km südwestlich des Mount Roskill, dem gleichnamigen Stadtteil von Auckland. Aus einem Park heraus führt der Fluss quer durch bebautes Stadtgebiet und mündet nach rund 11,7 km im Waitematā Harbour.
Der Whau River erstreckt sich über die Stadtteile Mount Roskill, New Lynn, Glendene und Te Atatu South. Das Stadtzentrum von Auckland befindet sich knapp 7 km nordöstlich bis östlich des Flusses.

## Mündungsgebiet
Das Gebiet um die Mündung steht als Motu Manawa/Pollen Island Marine Reserve unter Schutz. Pollen Island oder auch Motu Manawa genannt, und die nahegelegene kleine Insel Traherne Island befinden sich an der Nordspitze der Rosebank Peninsula. Die Inseln sind mit dem Festland durch Dämme und Brücken verbunden, die Teil des New Zealand State Highway 16 sind.